# Campionat de Finlàndia de motocròs
El Campionat de Finlàndia de motocròs (en finès: Motocross-Liiga, abreujat MX Liiga), regulat per la federació finlandesa de motociclisme, SML (Suomen Moottoriliitto r.y.), és la màxima competició de motocròs que es disputa a Finlàndia.
El motocròs compta amb una llarga tradició a Finlàndia, on tot indica que a finals de 1949 se n'hi va celebrar la primera cursa (per més que alguna altra font indiqui, erròniament, que la primera edició del campionat nacional data del 1945). Al llarg de la història, al campionat de Finlàndia hi han participat pilots de gran nivell que han destacat també en competicions internacionals, alguns dels quals arribant a aconseguir diversos títols de campió del món com és ara el cas de Pekka Vehkonen i, sobretot, Heikki Mikkola, un dels pilots més recordats de la història d'aquest esport.

## Llista de guanyadors
Font:

### Primera etapa (1954-2005)
| Any  | 500 cc             | 500 cc             | 250 cc               | 250 cc           |
| Any  | Campió             | Moto / Club        | Campió               | Moto / Club      |
| ---- | ------------------ | ------------------ | -------------------- | ---------------- |
| 1954 | Raimo Rein         | ?                  | -                    | -                |
| 1955 | Raimo Rein         | ?                  | -                    | -                |
| 1956 | Tarkko Honkala     | ?                  | Oli-Kalevi Kiviranta | ?                |
| 1957 | Raimo Rein         | ?                  | Osmo Kiukkonen       | Husqvarna (HyMk) |
| 1958 | Raimo Rein         | ?                  | Raimo Rein           | ?                |
| 1959 | Raimo Rein         | ?                  | Raimo Rein           | ?                |
| 1960 | Raimo Rein         | Jawa (HMK)         | Aarno Erola          | Husqvarna (HTM)  |
| 1961 | Rainer Luotonen    | ?                  | Pentti Kalteva       | Husqvarna (HyMk) |
| 1962 | Frank Nyman        | ESO-Jawa (HMK)     | Aarno Erola          | Husqvarna (HMK)  |
| 1963 | Aarno Erola        | Husqvarna (HMMK)   | Pentti Kalteva       | Husqvarna (HyMk) |
| 1964 | Arne Wickstrom     | ESO (Vargarnas MK) | Raimo Rein           | Husqvarna (HMK)  |
| 1965 | Lars Dufvelin      | ČZ (TIMK)          | Raimo Rein           | Husqvarna (HMK)  |
| 1966 | Raimo Rein         | Husqvarna (HMK)    | Jorma Jarvinen       | Husqvarna (HMK)  |
| 1967 | Jaakko Lehmuskoski | Husqvarna (TMK)    | Jorma Jarvinen       | Husqvarna (HMK)  |
| 1968 | Risto Rasilainen   | Husqvarna (HMMK)   | Kalevi Vehkonen      | Husqvarna (HTM)  |
| 1969 | Risto Rasilainen   | ?                  | Lars Öhberg          | ?                |
| 1970 | Jaakko Lehmuskoski | ?                  | Juha Tirinen         | ?                |
| 1971 | Risto Rasilainen   | ?                  | Jack Johansson       | ?                |
| 1972 | Juha Tirinen       | ?                  | Lars Öhberg          | ?                |
| 1973 | Pauli Piippola     | ?                  | Jorma Järvinen       | Montesa          |
| 1974 | Heikki Mikkola     | Husqvarna          | Kalevi Vehkonen      | Montesa          |

| Any  | 500 cc             | 500 cc             | 250 cc             | 250 cc           | 125 cc               | 125 cc          |
| Any  | Campió             | Moto / Club        | Campió             | Moto / Club      | Campió               | Moto / Club     |
| ---- | ------------------ | ------------------ | ------------------ | ---------------- | -------------------- | --------------- |
| 1975 | Heikki Mikkola     | Husqvarna (HyMk)   | Heikki Mikkola     | Husqvarna (HyMk) | Timo Remes           | Suzuki (TuMk)   |
| 1976 | Heikki Mikkola     | Husqvarna (HyMk)   | Heikki Mikkola     | Husqvarna (HyMk) | Matti Autio          | Suzuki (TMK)    |
| 1977 | Heikki Mikkola     | Yamaha (HyMk)      | Tapani Pikkarainen | KTM (TIMK)       | Matti Autio          | Suzuki (TMK)    |
| 1978 | Heikki Mikkola     | Yamaha (HyMk)      | Erkki Sundstrom    | Husqvarna (TIMK) | Matti Autio          | Suzuki (TMK)    |
| 1979 | Heikki Mikkola     | Yamaha (HyMk)      | Erkki Sundstrom    | Husqvarna (VMK)  | Matti Autio          | Suzuki (TMK)    |
| 1980 | Tapani Pikkarainen | Maico (VMK)        | Erkki Sundstrom    | Husqvarna (VMK)  | Matti Autio          | Honda (TMK)     |
| 1981 | Tapani Pikkarainen | Maico (VMK)        | Matti Tarkkonen    | Yamaha (HyMk)    | Matti Autio          | Honda (TMK)     |
| 1982 | Jukka Sintonen     | Yamaha (IMK)       | Erkki Sundstrom    | Suzuki (VMK)     | Pekka Vehkonen       | Yamaha (VMK)    |
| 1983 | Jukka Sintonen     | Yamaha (IMK)       | Matti Tarkkonen    | Yamaha (HyMk)    | Pekka Vehkonen       | Yamaha (VMK)    |
| 1984 | Kurt Ljungqvist    | Suzuki (EMK)       | Simo Taimi         | Husqvarna (PMk)  | Arto Panttila        | KTM (EMK)       |
| 1985 | Jukka Sintonen     | Husqvarna (IMK)    | Kurt Ljungqvist    | Yamaha (VMK)     | Arto Panttila        | KTM (EMK)       |
| 1986 | Tapio Kokkonen     | Honda (Kuopion Mk) | Simo Taimi         | Husqvarna (PMk)  | Mika Kouki           | Yamaha (VMK)    |
| 1987 | Kurt Ljungqvist    | Yamaha (EMK)       | Pekka Vehkonen     | Cagiva (VMK)     | Pasi Hagstrom        | Kawasaki (EMK)  |
| 1988 | Ismo Vehkonen      | Honda (VMK)        | Pasi Hagstrom      | Kawasaki (EMK)   | Mika Kouki           | Yamaha (VMK)    |
| 1989 | Kurt Ljungqvist    | Yamaha (EMK)       | Pekka Vehkonen     | Yamaha (VMK)     | Ari Nevala           | Kawasaki (HyMk) |
| 1990 | Arto Panttila      | Honda (EMK)        | Ismo Vehkonen      | Suzuki (VMK)     | Marko Koskela        | Suzuki (RMS)    |
| 1991 | Kurt Ljungqvist    | ?                  | Miska Aaltonen     | ?                | Veli-Petteri Seppälä | ?               |
| 1992 | Arto Panttila      | ?                  | Petteri Kytölä     | ?                | Arto Panttila        | ?               |

| Any  | Superior a 125 cc  | Superior a 125 cc | 125 cc             | 125 cc      |
| Any  | Campió             | Moto / Club       | Campió             | Moto / Club |
| ---- | ------------------ | ----------------- | ------------------ | ----------- |
| 1993 | Miska Aaltonen     | ?                 | Miska Aaltonen     | ?           |
| 1994 | Marko Kovalainen   | ?                 | Miska Aaltonen     | ?           |
| 1995 | Miska Aaltonen     | ?                 | J-P Konttinen      | ?           |
| 1996 | Miska Aaltonen     | ?                 | Miska Aaltonen     | ?           |
| 1997 | Miska Aaltonen     | ?                 | Mika Saarenkoski   | Honda       |
| 1998 | Petteri Gustafsson | ?                 | Petteri Gustafsson | ?           |
| 1999 | Miska Aaltonen     | ?                 | Antti Pyrhönen     | ?           |
|      | A - Open           | A - Open          | 125 cc             | 125 cc      |
| 2000 | Marko Kovalainen   | ?                 | Antti Pyrhönen     | ?           |
| 2001 | Kent Asplund       | ?                 | Petteri Gustafsson | ?           |
| 2002 | Juha Salminen      | KTM               | Niko Kalatie       | ?           |
| 2003 | Kent Asplund       | ?                 | Niko Kalatie       | ?           |
| 2004 | Kent Asplund       | ?                 | Jukka Pirinen      | Honda       |
| 2005 | Jukka Pirinen      | ?                 | Eero Remes         | ?           |

1. ↑  Per a cada campió, s'indica la motocicleta amb què guanyà el campionat i, entre parèntesis, el club amb què corria.

### Segona etapa (2006-Actualitat)
A 31 de desembre de 2024
| Any  | MX1               | MX1               | MX2               | MX2             |
| Any  | Campió            | Moto / Club       | Campió            | Moto / Club     |
| ---- | ----------------- | ----------------- | ----------------- | --------------- |
| 2006 | Eero Remes        | ?                 | Eero Remes        | Honda           |
| 2007 | Jussi Vehviläinen | ?                 | Tommi Lehmusvirta | ?               |
| 2008 | Antti Pyrhönen    | ?                 | Tommi Mäkinen     | ?               |
| 2009 | Jussi Nikkilä     | ?                 | Eero Remes        | ?               |
| 2010 | Toni Eriksson     | ?                 | Jon Söderberg     | ?               |
| 2011 | Tommi Mäkinen     | ?                 | Atte Jousi        | ?               |
| 2012 | Toni Eriksson     | ?                 | Henric Stigell    | ?               |
| 2013 | Toni Eriksson     | ?                 | Erki Kahro        | ?               |
| 2014 | Santtu Tiainen    | ?                 | Henric Stigell    | ?               |
| 2015 | Henric Stigell    | ?                 | Aki Manninen      | ?               |
| 2016 | Aki Manninen      | ?                 | Kim Savaste       | ?               |
| 2017 | Santtu Tiainen    | Yamaha            | Jere Haavisto     | KTM (TamMC)     |
| 2018 | Erki Kahro        | ?                 | Santeri Kinnunen  | ?               |
| 2019 | Juuso Matikainen  | Husqvarna (OriMK) | Emil Silander     | KTM (EMK)       |
| 2020 | Kim Eric Savaste  | KTM (VMK)         | Kimi Koskinen     | KTM (SiMK)      |
| 2021 | Indrek Mägi       | Kawasaki (Viro)   | Matias Vesterinen | KTM (IMK)       |
| 2022 | Jere Haavisto     | KTM (TamMC)       | Kimi Koskinen     | Gas Gas (SiMK)  |
| 2023 | Jere Haavisto     | KTM (TamMC)       | Sampo Rainio      | KTM (HeMK)      |
| 2024 | Arttu Sihvonen    | Yamaha (ASMP)     | Miro Varjonen     | Husqvarna (TMK) |

## Estadístiques

### Campions amb més de 3 títols
A 31 de desembre de 2024
| Pilot           | Títols                               |
| --------------- | ------------------------------------ |
| Raimo Rein      | 11 (7 x 500cc, 4 x 250cc)            |
| Miska Aaltonen  | 9 (1 x 250cc, 5 x +125cc, 3 x 125cc) |
| Heikki Mikkola  | 8 (6 x 500cc, 2 x 250cc)             |
| Matti Autio     | 6 (6 x 125cc)                        |
| Arto Panttila   | 5 (2 x 500cc, 3 x 125cc)             |
| Kurt Ljungqvist | 5 (4 x 500cc, 1 x 250cc)             |
| Eero Remes      | 4 (1 x MX1, 2 x MX2, 1 x 125cc)      |
| Erkki Sundstrom | 4 (4 x 250cc)                        |
| Pekka Vehkonen  | 4 (2 x 250cc, 2 x 125cc)             |